# آلتنا
آلتنا (بالألمانية: Altena) هي بلدة ألمانية تقع في ألمانيا في Märkischer Kreis. يقدر عدد سكانها بـ 19,026 نسمة .

## المدن التوأمة
مدن أوينسفيل (ميزوري)، Péronne، بلاكبرن وبينسك هي مدن توأمة لـآلتنا.

## أعلام
- هاينريش ويبر
- فريتز هاينيمان